# Gustav Rée
Gustav Rée (* 16. November 1810 in Waldkirch-Buchholz; † 7. August 1869 in Freiburg im Breisgau) war ein badischer Politiker.

## Beruflicher Werdegang
Als unehelicher Sohn eines Regierungsregistrators studierte Rée von 1832 bis 1836 Philosophie und Rechtswissenschaften an der Universität Freiburg. Dort wurde er 1833 Mitglied der Burschenschaft Euthymia Freiburg. 1841 wurde er Obergerichtsadvokat in Konstanz.

## Politische Tätigkeit und Anklage
Von 1845 bis 1849 war Rée Bürgermeister von Offenburg und ab dem 12. September 1847 zusätzlich Leiter der radikaldemokratischen Offenburger Versammlung. Vom 23. Mai 1848 bis zum 4. August 1848 war er als Abgeordneter für Offenburg Mitglied der Frankfurter Nationalversammlung in der Paulskirche und zählte dort zur radikalen Fraktion Donnersberg.
1849 wurde er wegen Unterstützung der badischen Revolution des Hochverrats angeklagt, 1850 jedoch freigesprochen.
Er war seit seiner Aufnahme am 25. Juni 1863 Mitglied der Freiburger Freimaurerloge Zur edlen Aussicht.
In Offenburg ist heute die Gustav-Rée-Anlage und der Geschäftshauskomplex Rée Carré nach ihm benannt.